# Seznam českých hráčů v NHL v sezóně 2024/2025
Toto je seznam hráčů Česka, kteří se objevili v NHL v sezóně 2024/2025.
- Nehráli play-off

| Klub                      | Hráč                                                                           | Link             | Play off                                                             |
| Pacifická divize          | Pacifická divize                                                               | Pacifická divize | Pacifická divize                                                     |
| ------------------------- | ------------------------------------------------------------------------------ | ---------------- | -------------------------------------------------------------------- |
| Anaheim Ducks             | Lukáš Dostál • Radko Gudas                                                     | Zde              | Ne                                                                   |
| Calgary Flames            | Daniel Vladař • Adam Klapka • Martin Frk                                       | Zde              | Ne                                                                   |
| Edmonton Oilers           | nikdo                                                                          | Zde              | Finále (prohra 2:4 na zápasy s Florida Panthers)                     |
| Los Angeles Kings         | David Rittich                                                                  | Zde              | První kolo (prohra 2:4 na zápasy s Edmonton Oilers)                  |
| San Jose Sharks           | Jan Rutta                                                                      | Zde              | Ne                                                                   |
| Seattle Kraken            | Aleš Stezka                                                                    | Zde              | Ne                                                                   |
| Vancouver Canucks         | Filip Hronek • Filip Chytil • Jiří Patera                                      | Zde              | Ne                                                                   |
| Vegas Golden Knights      | Tomáš Hertl                                                                    | Zde              | Druhé kolo (prohra 1:4 na zápasy s Edmonton Oilers)                  |
| Centrální divize          |                                                                                |                  |                                                                      |
| Utah Hockey Club          | Karel Vejmelka                                                                 | Zde              | Ne                                                                   |
| Chicago Blackhawks        | Petr Mrázek během sezony přestup do Detroit Red Wings                          | Zde              | Ne                                                                   |
| Colorado Avalanche        | Martin Nečas • Ivan Ivan                                                       | Zde              | První kolo (prohra 3:4 na zápasy s Dallas Stars)                     |
| Dallas Stars              | Matěj Blümel                                                                   | Zde              | Finále západní konference (prohra 1:4 na zápasy s Edmonton Oilers)   |
| Minnesota Wild            | Jakub Lauko během sezony přestup do Boston Bruins • David Jiříček • Adam Raška | Zde              | První kolo (prohra 2:4 na zápasy s Vegas Golden Knights)             |
| Nashville Predators       | Jakub Vrána • Ondřej Pavel                                                     | Zde              | Ne                                                                   |
| St. Louis Blues           | Radek Faksa                                                                    | Zde              | První kolo (prohra 3:4 na zápasy s Winnipeg Jets)                    |
| Winnipeg Jets             | nikdo                                                                          | Zde              | Druhé kolo (prohra 2:4 na zápasy s Dallas Stars)                     |
| Atlantická divize         |                                                                                |                  |                                                                      |
| Boston Bruins             | David Pastrňák • Pavel Zacha • Jakub Lauko                                     | Zde              | Ne                                                                   |
| Buffalo Sabres            | Jiří Kulich • Lukáš Rousek                                                     | Zde              | Ne                                                                   |
| Detroit Red Wings         | Petr Mrázek                                                                    | Zde              | Ne                                                                   |
| Florida Panthers Vítěz SC | Tomáš Nosek • Vítek Vaněček                                                    | Zde              | Finále (Výhra 4:2 na zápasy s Edmonton Oilers)                       |
| Montreal Canadiens        | Jakub Dobeš                                                                    | Zde              | První kolo (prohra 1:4 na zápasy s Washington Capitals)              |
| Ottawa Senators           | Jan Jeník                                                                      | Zde              | První kolo (prohra 2:4 na zápasy s Toronto Maple Leafs)              |
| Tampa Bay Lightning       | nikdo                                                                          | Zde              | První kolo (prohra 1:4 na zápasy s Florida Panthers)                 |
| Toronto Maple Leafs       | David Kämpf                                                                    | Zde              | Druhé kolo (prohra 3:4 na zápasy s Florida Panthers)                 |
| Metropolitní divize       |                                                                                |                  |                                                                      |
| Carolina Hurricanes       | Martin Nečas během sezony přestup do Colorado Avalanche                        | Zde              | Finále východní konference (prohra 1:4 na zápasy s Florida Panthers) |
| Columbus Blue Jackets     | Stanislav Svozil                                                               | Zde              | Ne                                                                   |
| New Jersey Devils         | Ondřej Palát                                                                   | Zde              | První kolo (prohra 1:4 na zápasy s Carolina Hurricanes)              |
| New York Islanders        | Jakub Škarek                                                                   | Zde              | Ne                                                                   |
| New York Rangers          | nikdo                                                                          | Zde              | Ne                                                                   |
| Philadelphia Flyers       | nikdo                                                                          | Zde              | Ne                                                                   |
| Pittsburgh Penguins       | nikdo                                                                          | Zde              | Ne                                                                   |
| Washington Capitals       | nikdo                                                                          | Zde              | Druhé kolo (prohra 1:4 na zápasy s Carolina Hurricanes)              |